# کشتار جمعی امدادگران رفح
در ۲۳ مارس ۲۰۲۵، نیروهای دفاعی اسرائیل به چندین خودروی بشردوستانه از جمله پنج آمبولانس، یک ماشین آتش‌نشانی و یک خودروی سازمان ملل در منطقه الحشاشین در جنوب رفح، نوار غزه حمله کردند. این قتل‌عام منجر به کشته شدن حداقل ۱۵ امدادگر، از جمله هشت عضو جمعیت هلال احمر فلسطین، پنج نفر از دفاع مدنی و یک کارمند آژانس سازمان ملل شد. تا اینکه در ۳۰ مارس بیشتر اجساد گمشده از یک گور دسته جمعی در رفح بیرون آمدند، اگرچه یکی از افسران آمبولانس که در ابتدا مفقود شده بود همچنان تحت بازداشت اسرائیل است. فدراسیون بین‌المللی جمعیت‌های صلیب سرخ و هلال احمر این حملات را محکوم کرد و اعلام کرد که این حملات «مرگبارترین» برای کارگران خود در تقریباً یک دهه گذشته بوده است.
تیپ گولانی ارتش اسرائیل در این عملیات نقش ویژه داشته است. سی ان ان و گاردین اعلام کردند با بالا گرفتن بازتابهای جهانی نسبت به این کشتار؛ سخنگوی نظامی ارتش اسرائیل گفت که فرمانده تیپ گولانی برکنار شده است.
دبیرکل سازمان ملل در این باره گفت :بمباران‌های گسترده اسرائیل و عملیات زمینی تنها در دو روز گذشته منجر به ویرانی گسترده و آواره شدن بیش از ۱۰۰ هزار فلسطینی از رفح شده است که اکثر آنها چندین بار و با وسایل کم آواره شده‌اند. از حمله ارتش اسرائیل به کاروان پزشکی و اورژانس در ۲۳ مارس که منجر به کشته شدن ۱۵ نفر از کادر پزشکی و کارمندان امدادی در غزه شد، شوکه شده است.